# Gina Swainson
Gina Ann Casandra Swainson (Bermuda, 1958) è una modella britannica, vincitrice del concorso di bellezza Miss Mondo 1979.

## Biografia
Seconda classificata a Miss Universo 1979, Gina Swainson è stata incoronata ventinovesima Miss Mondo il 15 novembre 1979 presso il Royal Albert Hall di Londra all'età di ventuno anni, ricevendo la corona dalla Miss Mondo uscente, l'argentina Silvana Súarez. È stata la prima Miss Mondo proveniente dall'isola Bermuda.